# Das große Nein
Das große Nein. Eigendynamik und Tragik des gesellschaftlichen Protests ist ein Werk von Armin Nassehi, das 2020 in der kursbuch.edition erschienen ist.

## Inhalt
In seinem Buch Das große Nein. Eigendynamik und Tragik des gesellschaftlichen Protests untersucht Armin Nassehi, „welche Funktion Protest in einer modernen Gesellschaft hat und unter welchen Bedingungen Protest wahrscheinlicher wird.“ Nassehi interessiert dabei die Form des Protestes und abstrahiert vom Inhalt. Er versucht darzustellen, „wie Proteste funktionieren, wie sie zustande kommen, was sie vermögen und wozu sie in der Lage sind.“
Protest ist „nicht der Normalfall“, sondern eine besondere „Sozialform“. Normal ist es, dass in funktional differenzierten Gesellschaften Konflikte in den Institutionen, zum Beispiel in Parlamenten, durch Betriebsräte oder durch Lobbygruppen, klein gearbeitet werden. Die Konflikte, die durch Protest sichtbar gemacht werden, werden in den Routinen der Institutionen nicht oder zu wenig berücksichtigt. Protest macht die Kritik sichtbar und richtet sich nicht nur an die Institutionen, sondern „an Dritte“, an die „politische Öffentlichkeit“. „Protest ist eine Seismograf für Grundkonflikte, die sich nicht von selbst auflösen und nicht mit den üblichen Routinen bearbeiten lassen.“
Im Internetzeitalter muss „eine kommunikativ entfesselte Gesellschaft die Nein-Stellungnahme zivilisieren, handhabbar machen, institutionalisieren“. Normale Kritik wird von den Institutionen aufgefangen. Protest, den Armin Nassehi analysiert, nicht. Dieser ist ein „bewegungsförmiger Protest, sichtbarer, nach öffentlicher Aufmerksamkeit heischender Protest.“ Dieser Protest steht außerhalb der normalen Bearbeitungsroutinen. Er sieht sich „als der eigentliche Repräsentant der Gesellschaft, [...] des Volkes.“
Als Beispiele solcher Proteste führt Nassehi die rechtsextreme Pegida und Fridays for Future an, um die „Struktur des Protests“ zu erklären. Ein Ergebnis ist, „dass Protest [...] gesellschaftlich prämiert“ wird. Sie werden von der Öffentlichkeit mehr wahrgenommen als normale Kritik.
Der Protest von Pegida richtet sich gegen das System, sie stellen „das Ganze in Frage“. „Die Klimaproteste [...] adressieren die gesellschaftlichen Instanzen direkt. Es ist keine Systemkritik, sondern die Kritik einer Lebensform.“ Nach Armin Nassehi sind der Gesellschaft die Klimafakten bekannt, aber sie ist damit strukturell überfordert, dies in Handeln umzusetzen. Der Erfolg von Fridays for Future beruht auf der „Form des Protest“ mit einer charismatischen Greta Thunberg.
Nassehi zufolge weitet sich in der heutigen Kultur die Sprecherposition exponentiell aus. Es zeigt sich zum Beispiel in den vielfältigen sozialen Bewegungen: „Arbeiterbewegung, Bürgerrechtsbewegung, Frauenbewegung, Friedensbewegung, Umweltbewegung, Homosexuellenbewegung“. Diese „Nein-Stellungnahmen“ der sozialen Bewegungen werden heute in den Institutionen bearbeitet und damit das Protestpotential gemindert. Aber dies scheint mit den aktuellen Konflikten immer weniger zu gelingen. Heute steigt „die Wahrscheinlichkeit von Nein-Stellungnahmen und »Kritik« [wird] zum Fetisch des Weltverhältnisses“. Es ist keine normale argumentative Kritik, sondern eine unübersichtliche, perspektivenreiche »Kritik«, mit der man sich argumentativ schwer auseinandersetzen kann. Es geht „um das ethische Recht auf Gehör“, nicht um den Austausch von Argumenten. Je mehr Sprecher es werden, umso schwieriger wird „die Verständigungswahrscheinlichkeit“. Armin Nassehi behauptet, dass die Unübersichtlichkeit der Sprecherpositionen, „die Multiplikation von Sprechern und ihre Sichtbarkeit [...] das Allgemeine der gegenwärtigen Moderne“ ist. Dies führt zur „radikalen Selbstüberforderung der Gegenwartsgesellschaft“. Es fehlt eine „Stoppregel für Nein-Stellungnahmen“. Wir leben nicht mehr in der Buchdruckgesellschaft, sondern im Internetzeitalter mit sozialen Medien wie Twitter. Das Internet vervielfacht die Kommunikation in der Gesellschaft, die jetzt fast vollständig symmetrisch kommuniziert. Die Gesellschaft ist damit überfordert ohne „so etwas wie eine Stoppregel für Kommunikation“.
In einer funktional differenzierten Gesellschaft gibt es, so Armin Nassehi, kein „Vetospieler“, der in der Lage wäre „das Gesamtsystem zu führen, zu stoppen, zu bestimmen.“ Es gibt in der Gesellschaft viele Teilsysteme (Märkte, Regierung, Wissenschaft, Kirchen usw.), aber keines ist in der Lage alles zu bestimmen. Es kann „kein Handeln aus einem Guss geben“. „Protest protestiert genau dagegen.“ Aus diesen strukturellen Gründen kann Protest nicht erfolgreich sein. Dadurch wird der Protest immer aggressiver.
In der heutigen Gesellschaft werden normale Konflikte klein gearbeitet in den vorhandenen Bearbeitungsroutinen. Für den Protest der vielen Sprecher fehlt nach Nassehi der Ort, um mit seinem Thema Aufmerksamkeit zu bekommen. Protest macht Themen sichtbar, die nach ihrer Meinung mehr Aufmerksamkeit verdienen. Die Funktion des Protests ist „Themen so zu setzen, dass man an ihm nicht vorbeikommt.“ Das Tragische am Protest ist es, dass die Themen sichtbar werden, aber die Themen können nicht vollständig bearbeitet und die Ziele nicht vollständig erreicht werden. Die funktional differenzierte Gesellschaft kann nicht „wie aus einem Guss reagieren“. Die »Fundis« bei den Grünen haben ihre „Nein-Stellungnahmen“ nicht durchsetzen können. Die Grünen sind heute eine der staatstragenden Parteien. Die AFD hat mit ihrem Protest das Ziel „die Institutionen und Verfahren zu destabilisieren“ und nicht in den Institutionen Probleme klein zuarbeiten.
Protestbewegungen haben das Problem, dass sie über einen langen Zeitraum protestieren müssen, um Erfolg zu haben. Aber sie sind keine klassischen Organisationen wie Parteien und Verbände. Um den Zusammenhalt zu stärken, brauchen Protestbewegungen Symbole, Posen oder charismatische Elemente. Es werden Elemente aus der Popkultur übernommen, die von Reflexionen entlasten. Fridays for Future und Pegida nutzen „die wöchentliche Wiederholung von charismatischen Situationen“.
Protest beinhaltet eine „Steigerungslogik“, da die Proteste nicht vollumfänglich erfolgreich sein können. Zum einen ist es eine Steigerung durch immer heftigere Wortwahl und extremere Diagnosen des nicht erwünschten Zustandes. Zum anderen eine Steigerung von Gewalt, obwohl viele sich für Gewaltlosigkeit aussprechen.
Armin Nassehi schreibt, dass Proteste nach wie vor die physische Präsenz in der Öffentlichkeit brauchen. Im Netz ist die Möglichkeit „Nein-Stellungnahmen“ zu geben niederschwellig und entwickelt eine höhere Eigendynamik. In der realen Kommunikation, Angesicht zu Angesicht, fällt die Kommunikation nicht so unkontrolliert aus. Im Internet verbinden sich „die Elemente mündlicher Interaktion und schriftlicher Kommunikation.“ Dies führt in der gegenwärtigen Gesellschaft zu Veränderungen in der Kommunikation. Sie ist schneller und es fehlen Stopp-Regeln. „Gerade die verschriftliche Mündlichkeit dieser Kommunikation erzeugt ein explosives Milieu“. Nassehi schreibt weiter, dass soziale Netzwerke ein „Protestmedium“ sind. Das YouTube-Video Die Zerstörung der CDU von Rezo ist ein Beispiel. Die CDU reagierte wie immer, „aber nicht medieaffin“. Es ist ein Beispiel dafür, dass „das Medium die Botschaft ist“.
Protest ist nach Nassehi ein „Demokratiegenerator“ und möglicherweise auch eine „Demokratiegefährder“. Es gibt im Staat einen »Machtkreislauf« zwischen der Gesellschaft und dem Staat. Gesetze müssen mit Macht, mit Legitimation, durch den Staat durchgesetzt werden. Möglichst nicht mit Sanktionen, sondern mit der Einsicht der Gesellschaft. In absoluten Monarchien werden Regeln mit drastischen Maßnahmen durchgesetzt. In funktional differenzierten Gesellschaften ist es nicht mehr möglich, da die Interessen zu vielfältig sind. „Der Machtkreislauf zwischen politischen Akteuren/Staat und dem politischen Publikum erzeugt dann einen permanenten Anpassungsprozess, der zu einigermaßen handhabbaren Form von politischer Programmatik führt, die nicht zu viel Enttäuschung produziert.“ Wie schafft der Staat beziehungsweise die Gesellschaft kollektiv bindende Entscheidungen zu etablieren, wie schafft es die Demokratie die Legitimation im Machtkreislauf zu erlangen? Die Demokratie schafft es, indem die Kritik beziehungsweise der Protest von außen auf die Gesellschaft einwirkt, sie kann „die Einheit von Herrschern und Beherrschten als Differenz inszenieren.“ Im Protest wird der Machtkreislauf sichtbar und Protest will und kann den Machtkreislauf unterbrechen und zwingt den Machthaber dazu, sich dazu zu äußern. Proteste können auch die Demokratie gefährden, sie „sind eben auch Selbstermächtigung ohne demokratisch erworbenes Mandat.“
Das Buch, Das große Nein. erschien vor der COVID-19-Pandemie. Armin Nassehi schrieb am 13. April 2020 im Montagsblock des Kursbuchs, ca. 4 Wochen nach dem Beginn des Lockdown, dass es „tatsächlich erstaunlich [ist], wie bereitwillig die Bevölkerung die massiven Maßnahmen mitträgt“. Zu der Zeit begannen die ersten Überlegungen zur Lockerung des Lockdowns und er sagt ein exponentiell steigendes Protestpotential voraus, es wird „zu einer Epidemie von Nein-Stellungnahmen“ kommen, da die „Opposition zu wenig Opposition sein“ wird. Vier Wochen später schrieb Nassehi im Montagsblock, dass man „ziemlich genau und in Echtzeit beobachten [kann], wie Protest entsteht“. Was die Protestierenden artikulieren muss nicht stimmen, aber „ihr Anliegen [wird] in den institutionalisierten Nein-Stellungnahmen in parlamentarischer Opposition oder in Gerichtsverfahren oder auch bei  anderen Entscheidungsträgern nicht angemessen berücksichtigt“.

## Kritik
Max Tribukait lobt Nassehis Essay, da es „stringent argumentiert und [es] lässt sich auf viele Weisen gebrauchen: als Funktionsanalyse von Protesten, als Einführung in die Luhmannsche Systemtheorie, als kultursoziologische, durchaus selbstbewusste Problembeschreibung moderner Gesellschaften.“ Andererseits kritisiert Tribukait ob und wie es möglich ist „Inhalt und Form auf diese Weise so stark voneinander zu lösen“.
Thomas Mirbach bespricht das Buch positiv, allerdings „kann eine empirische Analyse konkreter Protestereignisse (wie Pegida oder Fridays for Future) – zumal unter dem Gesichtspunkt ihrer Kompatibilität mit demokratischen Verfahren – nicht von der inhaltlichen Dimension des jeweils verfolgten Themas absehen.“
Ralf Julke kritisiert in der Leipziger Internet Zeitung, dass Nassehi „den ‚Kapitalismus‘ eher als Kampfformel im Protest sieht als als real wirkendes Wirtschaftssystem“ und dass „bei der Herstellung eines immer schnelleren Protestes [...] eigentlich die Rolle der Medien bei der Abbildung und Stärkung von Protest recht unbeleuchtet [bleibt].“

## Ausgaben
- Armin Nassehi: Das große Nein. Eigendynamik und Tragik des gesellschaftlichen Protests. kursbuch.edition, Hamburg 2020, ISBN 978-3-96196-128-3.